# Schwarzwälder Hochwald

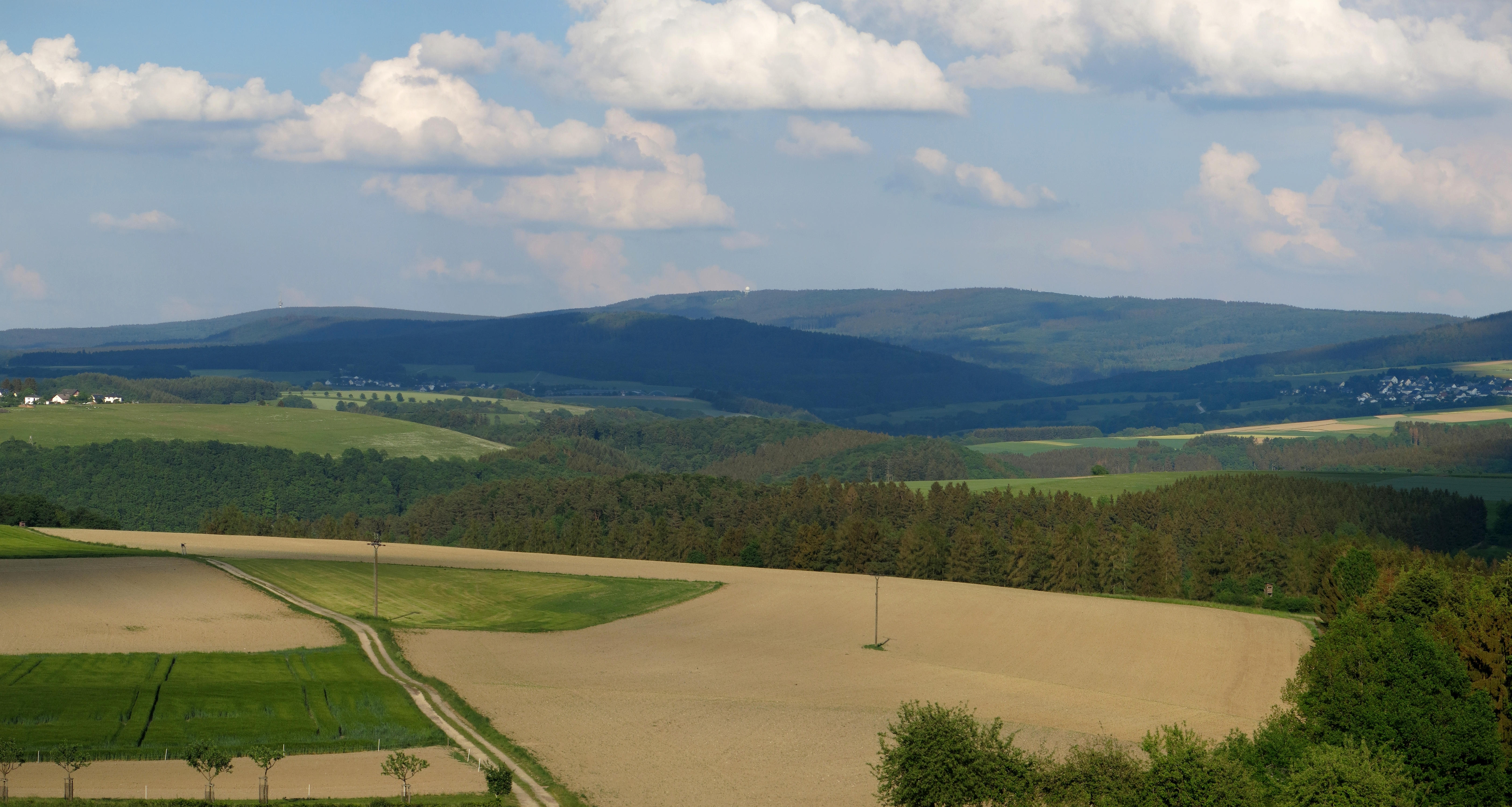
Schwarzwälder Hochwald von Westen mit dem Erbeskopf in der Bildmitte

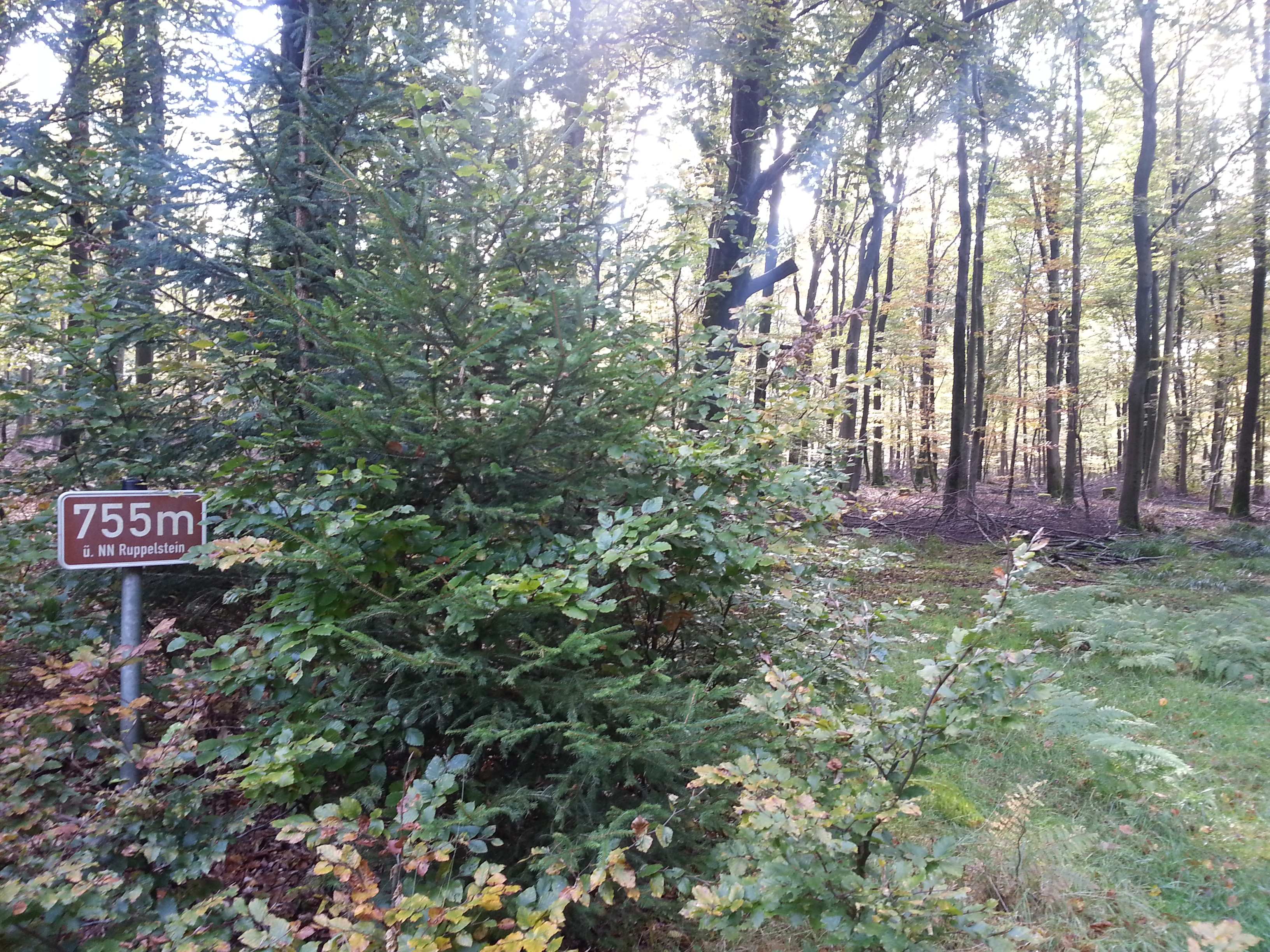
Ruppelstein

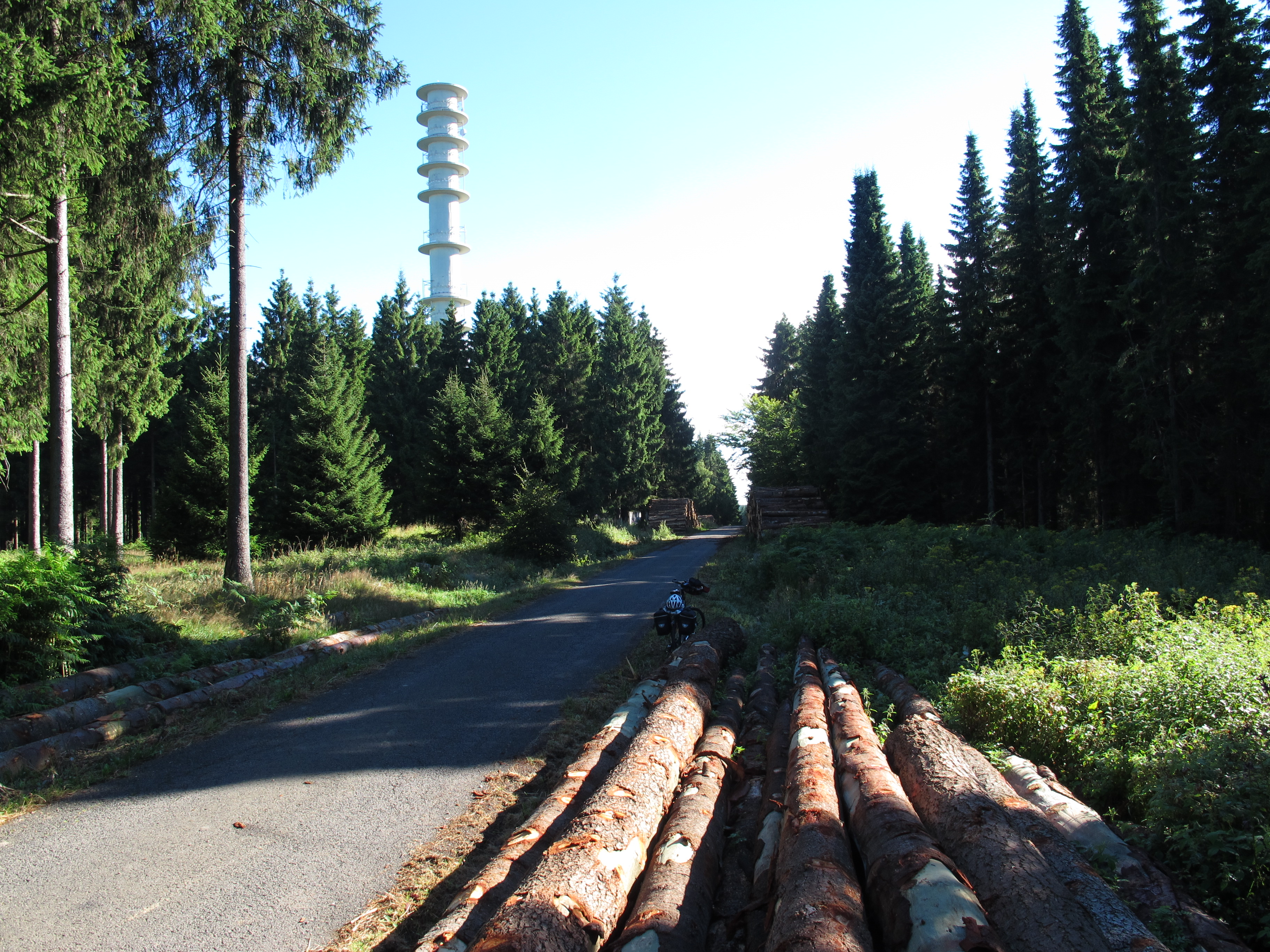
Sandkopf

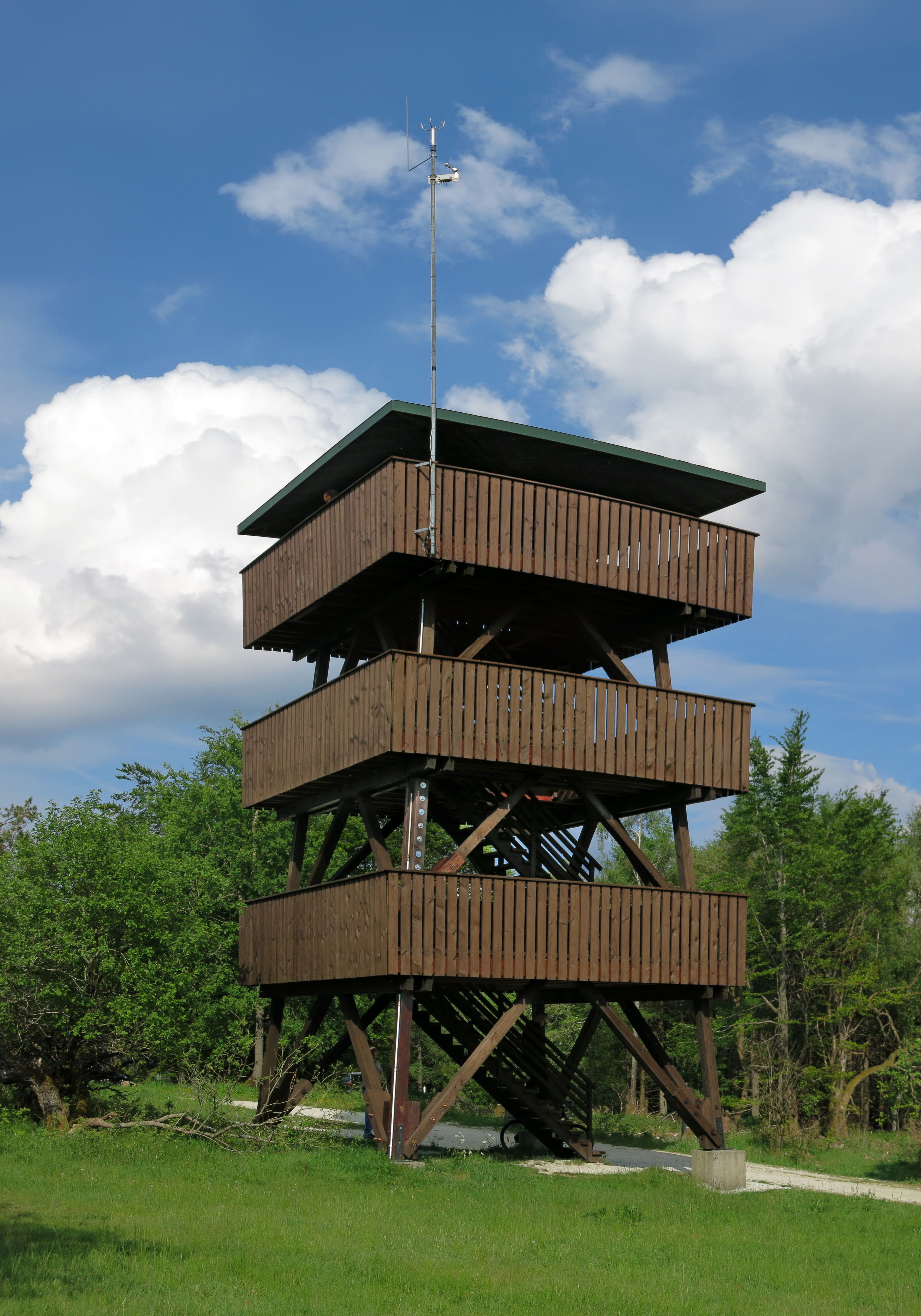
Erbeskopf-Turm

Der Schwarzwälder Hochwald ist der bis zu 816,32 m hohe südwestliche Teil des Hunsrücks im nördlichen Saarland und dem dort angrenzenden Rheinland-Pfalz.
Die Mundart Hohwäller gehört zur moselfränkischen Dialektgruppe.

## Geographie

### Lage
Im Naturpark Saar-Hunsrück erstreckt sich der Schwarzwälder Hochwald etwa von Mettlach (Saarland) bis zum Erbeskopf (Rheinland-Pfalz). Dort befindet er sich nordwestlich von Losheim, Weiskirchen, Wadern und Nonnweiler im Saarland und zwischen Hermeskeil und Birkenfeld sowie Thalfang und Idar-Oberstein in Rheinland-Pfalz.
Nördlich liegt der Osburger Hochwald; beide zusammen werden kurz Hochwald genannt. Der südöstliche Teil des Schwarzwälder Hochwaldes wird als Dollberge bezeichnet und
nordöstlich schließt sich der Idarwald an.

### Berge
Zu den Bergen und Erhebungen des Schwarzwälder Hochwaldes gehören – sortiert nach Höhe in Meter (m) über Normalnull (NN; wenn nicht anders genannt laut ):
- Erbeskopf (816,32 m), bei Thalfang, höchster Berg des Hunsrücks und in Rheinland-Pfalz
- Ruppelstein (762,7 m), bei Börfink, Landkreis Birkenfeld, Rheinland-Pfalz
- Sandkopf (757,4 m), bei Neuhütten-Muhl, höchster Berg im Landkreis Trier-Saarburg, Rheinland-Pfalz
- Diebskopf (738,9 m), bei Damflos, Landkreis Trier-Saarburg, Rheinland-Pfalz
- Butterhecker Steinköpfe (722,6 m), bei Allenbach, Landkreis Birkenfeld, Rheinland-Pfalz
- Ringelkopf (712,4 m), bei Allenbach, Landkreis Birkenfeld, Rheinland-Pfalz
- Friedrichskopf (707,4 m), bei Brücken, Landkreis Birkenfeld, Rheinland-Pfalz
- Tiroler Stein (696,3 m), bei Züsch, Landkreis Trier-Saarburg, Rheinland-Pfalz
- Dollberg (695,4 m), zwischen Neuhütten (Rheinland-Pfalz) und Eisen (Saarland), höchster Berg des Saarlandes an der Landesgrenze zu Rheinland-Pfalz
- Teufelskopf (695 m), bei Waldweiler, Landkreis Trier-Saarburg, im Irrwald, Rheinland-Pfalz
- Schimmelkopf (Weiskircher Höhe; 694,8 m[2]), zwischen Mandern (Rheinland-Pfalz) und Weiskirchen (Saarland), zweithöchster Berg des Saarlandes an der Landesgrenze zu Rheinland-Pfalz
- Mückenbornberg (692,6 m), bei Waldweiler, Landkreis Trier-Saarburg, im Irrwald, Rheinland-Pfalz
- Steinkopf (683,3 m), bei Malborn, Landkreis Bernkastel-Wittlich, Rheinland-Pfalz
- Wildenburger Kopf (670,7 m), bei Kempfeld, Landkreis Birkenfeld, Rheinland-Pfalz

## Einrichtung als Nationalpark
Teile des Schwarzwälder Hochwaldes bilden nach einer Entscheidung des Umweltministeriums Rheinland-Pfalz seit März 2015 den Nationalpark Hunsrück-Hochwald. In der engeren Auswahl stand auch der Soonwald.